# Новинки (Копачёвское сельское поселение)
Новинки — деревня в Холмогорском районе Архангельской области.

## География
Находится в центральной части Архангельской области на расстоянии приблизительно 19 км на юг по прямой от административного центра района села Холмогоры на левом берегу реки Северная Двина.

## История
В 1859 году здесь (деревня Холмогорского уезда Архангельской губернии) было учтено 4 двора. До 2015 года входила в Копачёвское сельское поселение, с 2015 по 2022 в Матигорское сельское поселение до его упразднения.

## Население
| 1859 | 2002 | 2010 | 2012 |
| ---- | ---- | ---- | ---- |
| 23   | ↘0   | →0   | →0   |